# Prosevania nyassica
Prosevania nyassica är en stekelart som först beskrevs av Günther Enderlein 1905.  Prosevania nyassica ingår i släktet Prosevania och familjen hungersteklar. Inga underarter finns listade i Catalogue of Life.